# З̀
Cette page contient des caractères spéciaux ou non latins. S’ils s’affichent mal (▯, ?, etc.), consultez la page d’aide Unicode.
З̀ (minuscule : з̀), appelé zé accent grave, est une lettre additionnelle de l’alphabet cyrillique qui a été utilisée en komi-zyriène et tchouvache au XIXe siècle. Elle est composée du zé ‹ З › diacrité d’un accent grave.

## Représentation informatique
Le zé accent grave peut être représenté avec les caractères Unicode suivants :
- décomposé (cyrillique, diacritiques) :

| formes    | représentations | chaînes de caractères | points de code | descriptions                                            |
| --------- | --------------- | --------------------- | -------------- | ------------------------------------------------------- |
| capitale  | З̀               | З◌̀                    | U+0417 U+0300  | lettre majuscule cyrillique zé diacritique accent grave |
| minuscule | з̀               | з◌̀                    | U+0437 U+0300  | lettre minuscule cyrillique zé diacritique accent grave |